# Amphipyra obscura
Amphipyra obscura är en fjärilsart som beskrevs av Charles Oberthür 1880. Amphipyra obscura ingår i släktet Amphipyra och familjen nattflyn. Inga underarter finns listade i Catalogue of Life.